# Botruanthus
Genre
Botruanthus est un genre de cnidaires anthozoaires de la famille des Botrucnidiferidae.

## Liste des espèces
Selon World Register of Marine Species (09 janvier 2023) :
- Botruanthus benedeni  Torrey & Kleeberger, 1909
- Botruanthus mexicanus  Stampar, González-Muñoz & Morandini, 2016